# Andreas Larsson
Andreas Larsson (ur. 13 sierpnia 1974 w Locketorp) – szwedzki piłkarz ręczny. Dwukrotny medalista olimpijski.
W reprezentacji Szwecji rozegrał 125 spotkań i zdobył 298 bramek. Zdobywał srebro mistrzostw świata (1997), trzy razy zwyciężał w mistrzostwach kontynentu (1998, 2000 i 2002). Na trzech igrzyskach z rzędu - 1992, 1996, 2000 – reprezentacja Szwecji sięgała po srebro, a Larsson był członkiem ekipy na IO w Atlancie i Sydney. Grał w klubach szwedzkich (IFK Skövde HK) i niemieckich (TBV Lemgo).